# Ophiopristis permixta
Ophiopristis permixta är en ormstjärneart som beskrevs av Jean Baptiste François René Koehler 1914. Ophiopristis permixta ingår i släktet Ophiopristis och familjen knotterormstjärnor. Inga underarter finns listade i Catalogue of Life.